# Oeax pygmaeus
Oeax pygmaeus är en skalbaggsart som först beskrevs av Hermann Julius Kolbe 1893.  Oeax pygmaeus ingår i släktet Oeax och familjen långhorningar. Inga underarter finns listade i Catalogue of Life.